# Narodowy Park Morski Archipiélago de Espíritu Santo
Narodowy Park Morski Archipiélago de Espíritu Santo (hiszp. Parque nacional marina del Archipiélago de Espíritu Santo) – park narodowy w północno-zachodnim Meksyku, w stanie Kalifornia Dolna Południowa. Został utworzony 10 maja 2007 roku i zajmuje obszar 486,55 km². Od 2005 roku obszar ten wraz z 244 wyspami i wodami przybrzeżnymi Zatoki Kalifornijskiej jest wpisany na listę światowego dziedzictwa UNESCO pod nazwą „Wyspy i obszary chronione Zatoki Kalifornijskiej”. W 2021 roku park został zakwalifikowany przez BirdLife International jako ostoja ptaków IBA.

## Opis
Park obejmuje wody przybrzeżne otaczające Archipiélago de Espíritu Santo (główne wyspy archipelagu to Espíritu Santo i La Partida) w Zatoce Kalifornijskiej. Same wyspy pustynne i niezamieszkane są częścią rezerwatu przyrody „Obszar ochrony flory i fauny wysp Zatoki Kalifornijskiej”. Zarządza nim, tak jak i parkiem, Narodowa Komisja Obszarów Chronionych Przyrody (CONANP). W parku występują liczne namorzyny, rafy koralowe i pokłady rodolitu. Żyje tu ponad 50 gatunków ptaków wodnych oraz co najmniej 15 gatunków ssaków morskich. 
Klimat suchy. Średnia roczna temperatura w parku wynosi +23,6 °C. 

## Flora
W kasach namorzynowych rosną głównie Rhizophora mangle, Laguncularia racemosa i Avicennia germinans. W wodach przybrzeżnych odnotowano występowanie rupii morskiej.

## Fauna
W parku występuje dziewięć gatunków koralowców. Są to krytycznie zagrożony wyginięciem (CR) Porites sverdrupi, zagrożone wyginięciem (EN) Pocillopora captiata, Pocillopora verrucosa, Pocillopora meandrina i Pocillopora damicornis, a także m.in.: Psammocora stellata.
Z małży najliczniejsze są Pinctada mazatlanica i Pteria sterna. Są to gatunki będące producentem pereł naturalnych.
Odnotowano tu 64 gatunki szkarłupni takich jak m.in.: Tripneustes depressus, Toxopneustes roseus, Phataria unifascialis, Eucidaris thouarsii i Isostichopus fuscus. Występują dwa gatunki endemiczne: Mithrodia bradleyi i Laetmogone scotoeides. 
W parku żyje 121 gatunków ryb. Są to krytycznie zagrożony wyginięciem (CR) głowomłot tropikalny, a także m.in.: Chromis atrilobata, Paranthias colonus, Lutjanus argentiventris, Haemulon maculicauda, Holacanthus passer, Johnrandallia nigrirostris, Sufflamen verres, Opistognathus rosenblatti, Mulloidichthys dentatus, koryfena, tuńczyk żółtopłetwy i marlin pasiasty.
Z gadów występują tu krytycznie zagrożony wyginięciem (CR) żółw szylkretowy, narażone na wyginięcie (VU) żółw oliwkowy i żółw jadalny, a także m.in.: Urosaurus nigricauda i Crotalus enyo.
Ptaki żyjące w parku to m.in.: czapla modra, wodnik długodzioby, nawałnik czarny, nawałnik malutki, mewa śniada, pelikan brunatny, głuptak niebieskonogi, mewa meksykańska, czapla rdzawoszyja i rybitwa kalifornijska.
Znajduje się tu duża kolonia uszanki kalifornijskiej (w roku 2010 naliczono 567 zwierząt). Inne ssaki morskie to zagrożony wyginięciem (EN) płetwal błękitny, narażone na wyginięcie (VU) kaszalot spermacetowy i płetwal zwyczajny, a także m.in.: mirunga północna, kotik meksykański, pływacz szary, długopłetwiec oceaniczny, płetwal tropikalny, delfin zwyczajny, butlonos zwyczajny i orka oceaniczna.